# WrestleMania III
WrestleMania III was een pay-per-viewevenement in het professioneel worstelen dat geproduceerd werd door de World Wrestling Federation (WWF). Dit evenement was de derde editie van WrestleMania en vond plaats in het Pontiac Silverdome in Pontiac (Michigan) op 29 maart 1987.

## Matchen
| Nr.                                                                          | Match | Winnaar(s)                                                                               |
| ---------------------------------------------------------------------------- | --- | ---------------------------------------------------------------------------------------- |
| 1                                                                            | Rick Martel & Tom Zenk als (The Can-Am Connection) vs. Cowboy Bob Orton & The Magnificent Muraco (met Mr. Fuji) in een tag team match            | The Can-Am Connection                                                                    |
| 2                                                                            | Billy Jack Haynes & Hercules (met Bobby Heenan) in een één-op-één match                                                                          | Geen door een dubbele count out                                                          |
| 3                                                                            | King Kong Bundy, Little Tokyo & Lord Littlebrook vs. Hillbilly Jim, The Haiti Kid & Little Beaver in een Mixed tag team match                    | Hillbilly Jim, The Haiti Kid & Little Beaver (de tegenstanders werden gediskwalificeerd) |
| 4                                                                            | Harley Race (met Bobby Heenan & The Fabulous Moolah) vs. The Junkyard Dog in een Loser Must Bow match                                            | Harley Race                                                                              |
| 5                                                                            | The Dream Team (met Johnny Valiant en Dino Bravo) vs. The Rougeau Brothers in een tag team match                                                 | The Dream Team                                                                           |
| 6                                                                            | Adrian Adonis (met Jimmy Hart) vs. Roddy Piper in een Hair vs. Hair match                                                                        | Roddy Piper                                                                              |
| 7                                                                            | The Hart Foundation & Danny Davis (met Jimmy Hart) vs. The British Bulldogs & Tito Santana in een 6-man tag team match                           | The Hart Foundation en Danny Davis                                                       |
| 8                                                                            | Koko B. Ware vs. Butch Reed (met Slick) in een één-op-één match                                                                                  | Butch Reed                                                                               |
| 9                                                                            | Randy Savage (c) (met Miss Elizabeth) vs. Ricky Steamboat (met George Steele) in een één-op-één match voor het WWF Intercontinental Championship | Ricky Steamboat (nc)                                                                     |
| 10                                                                           | The Honky Tonk Man (met Jimmy Hart) vs. Jake Roberts (met Alice Cooper) in een één-op-één match                                                  | The Honky Tonk Man                                                                       |
| 11                                                                           | The Iron Sheik & Nikolai Volkoff (met Slick) vs. The Killer Bees in een tag-team match                                                           | The Iron Sheik & Nikolai Volkoff; diskwalificatie van The Killer Bees                    |
| 12                                                                           | Hulk Hogan (c) vs. André the Giant (met Bobby Heenan) in een één-op-één match voor het WWF Championship                                          | Hulk Hogan (c)                                                                           |
| (c) huidige kampioen voor en na de match \| (nc) nieuwe kampioen na de match | |                                                                                          |